# Кароль Карський
Кароль Адам Карський (пол. Karol Adam Karski; нар. 13 травня 1966, Варшава) — польський юрист і політик з партії «Право і справедливість», депутат Європейського парламенту з 2014.
У 1990 році закінчив факультет права і адміністрації Варшавського університету, а у 1991 він навчався в Інституті міжнародних відносин цього ж університету. У січні 1998 року отримав ступінь доктора юридичних наук, а у лютому 2011 — докторський ступінь у галузі права. Він також закінчив аспірантуру в Гаазькій академії міжнародного права (1990) та Академії європейського права у Флоренції (1992).
У 1990 році він став науковим співробітником Інституту міжнародного права на факультеті права і адміністрації, у березні 2013 взяв на себе функції керівника Департаменту міжнародного публічного права. Він також є професором на факультеті соціальних наук Варшавської школи гуманітарних наук ім. Болеслава Пруса. Він викладає міжнародне публічне та європейське право. Він також є віце-президентом Польського інституту міжнародних справ, є автором багатьох наукових публікацій у галузі міжнародного та європейського права. Віце-президент польського відділення Асоціації міжнародного права.
З 1994 року працював у Варшавському самоврядуванні. З 2005 по 2014 входив до Сейму Польщі. У 2007 році був державним секретарем в Міністерстві закордонних справ.